# Нидермиллер, Александр Георгиевич
Александр Георгиевич Нидермиллер (19 июля 1851, Рига — 21 марта 1937, Берлин) — деятель русского флота, вице-адмирал (1908).

## Биография
Окончил Морское Училище (1870), Академический курс морских наук (1876) и Минный офицерский класс (1878).
В 1870—1873 годах совершил кругосветное плавание на клипере «Изумруд».
В 1873—1879 годах изучал минное дело заводе Уайтхеда в Австрии. В 1879—1886 годах — флагманский минный офицер по самодвижущимся минам Уайтхеда в штабе заведующего минной частью Балтийском флоте. В 1883 году командирован в Севастополь для опытов с самодвижущимися минами Уайтхеда. С 1886 года помощник заведующего Минным офицерским классом в Кронштадте.
В 1886 году командиром миноносца № 13 перегнал его от завода Шихау в Германии в Севастополь.
В 1887—1890 годах — старший офицер крейсера «Африка» и одновременно преподаватель Минного офицерского класса.
С 1891 года — командир транспорта «Красная Горка», затем крейсера II ранга «Джигит», на котором в 1894 году совершил плавание в Средиземное море и в Северный Ледовитый океан.
1896—1898 годах заведующий военно-морским ученым отделом, а с 1898 года командир крейсера «Память Азова» эскадры Тихого океана. В 1899—1900 совершил переход из Порт-Артура в Кронштадт.
В 1900 году командовал 12-м флотским экипажем. С 1901 года — командир эскадренного броненосца «Бородино» и одновременно командир 18-го флотского экипажа в Петербурге.
6 декабря 1902 года произведён в контр-адмиралы и назначен начальником штаба при главном командире Кронштадтского порта. С 1903 года помощник начальника, а с 1905 по 1906 год и. о. начальника Главного морского штаба. Член Совета государственной обороны (СГО).
С 1906 года член Конференции Николаевской Морской академии. 10 января 1907 года назначен председателем Комитета Добровольного флота. 20 октября 1908 года уволен с чином вице-адмирала.
14 мая 1905 года в бою у острова Цусима погиб его единственный сын — вахтенный начальник эскадренного броненосца «Ослябя» лейтенант Владимир фон Нидермиллер 2-й (1882—1905).
Участник Белого движения в Вооружённых силах Юга России.
Эвакуирован в 1920 году из Новороссийска на корабле «Анатолий Молчанов». Жил сначала в Югославии. Затем переселился в Германию. Был Почётным председателем Союза взаимопомощи служивших в Российском флоте.
Скончался 21 марта 1937 года в возрасте 86 лет. Похоронен в Берлине на православном кладбище Тегель в первом ряду первого квартала.

## Сочинения
- От Севастополя до Цусимы: воспоминания. Русский флот за время с 1866 по 1906 гг. Рига, издание М. Дидковского, 1930. 140 с. РМЗБ, #12.